# (90490) 2004 DU20
(90490) 2004 DU20 es un asteroide perteneciente al cinturón de asteroides, región del sistema solar que se encuentra entre las órbitas de Marte y Júpiter.
Fue descubierto el 17 de febrero de 2004 por el equipo del LINEAR desde el Laboratorio Lincoln, Socorro, Nuevo Mexico.

## Designación y nombre
Designado provisionalmente como 2004 DU20.

## Características orbitales
2004 DU20 está situado a una distancia media del Sol de 2,964 ua, pudiendo alejarse hasta 3,206 ua y acercarse hasta 2,721 ua. Su excentricidad es 0,082 y la inclinación orbital 8,749 grados. Emplea 1863,57 días en completar una órbita alrededor del Sol.
Los próximos acercamientos a la órbita de Júpiter ocurrirán el 3 de octubre de 2057, el 2 de agosto de 2093 y el 23 de mayo de 2129.

## Características físicas
La magnitud absoluta de 2004 DU20 es 14,91. 